# Museo de Historia Natural de Concepción
El Museo de Historia Natural de Concepción es un museo de historia natural ubicado en la ciudad de Concepción, en Chile. Su colección muestra parte de la historia geográfica de Concepción, la Región del Biobío, Chile y Sudamérica.

## Historia
El museo fue fundado en 1902 por el naturalista británico Edwin Reed Brookman. En 1869 arribó a Chile, contratado por el Museo Nacional de Historia Natural de Chile. Ayudó a cimentar la fundación de varios museos. 
Ya en el transcurso de 1902 Reed fundó el museo, y en septiembre de ese año abrió sus puertas. Reed Brookman se transformó entonces en su primer director.
Con ayuda del taxidermista Gabriel Castillo, incorporó especies de la región y exóticas.
A la muerte de Reed en 1910, Carlos Oliver Schneider se encargó de la colección, y la amplió sustancialmente. Por 40 años tuvo como misión ampliar la colección, cosa que realizó a cabalidad trayendo nuevas colecciones en las áreas de paleontología, arqueología, etnografía, e historia. En 1929 el museo se integra a la entonces recién creada Dirección de Bibliotecas, Archivos y Museos de Chile (DIBAM) (actual Servicio Nacional del Patrimonio Cultural). 20 años después, en junio de 1949 Oliver fallece.
Desde esa fecha el museo fue pasando a manos de distintos especialistas. Desde el nacimiento el museo no había contado con un "local" fijo, por lo que contabiliza 21 sedes en todo su historial.
Finalmente la DIBAM construyó un moderno edificio, el actual, para el museo. Ha impulsado múltiples compras de colecciones, y patrocinado investigaciones de todo tipo concretadas por el mismo museo.
Su actual director es el antropólogo Eduardo Becker Molina.

## El Museo
El museo está en la Plaza Acevedo de la ciudad, en la entrada del barrio Puchacay. A unos metros del museo convergen autopistas de las provincias de Biobío, Arauco e Itata.
Para el cuidado de las muestras y piezas arqueológicas, toma distintas medidas, entre ellas su correcta organización y su climatización (el museo está completamente climatizado para resguardar de una mejor forma a la colección), la temperatura ambiente alcanza un intervalo entre 19º y 20º grados Celsius. Su promedio de humedad es de un 50%, y la iluminación alcanza 50 lux.

## Exposiciones permanentes
La exhibición permanente del museo se congrega y organiza en varias secciones.
- Los Coleccionistas: Relata la historia del museo. Además se hace una descripción de Chile por medio de la exposición de distintas especies exóticas y endémicas.

- Mundo de los Fósiles: Muestra distintos especímenes de alrededor de 65 millones de años. También se relata parte de la formación geográfica de la zona, bajo el nombre "Formación Quiriquina", en honor a la isla del mismo nombre.

- Presencia del Carbón: Se muestra la historia geológica de este mineral en la región, la industria que produjo en la zona y una galería fotográfica de los mineros. Todo esto complementado con muestras del carbón de ese entonces y las herramientas que utilizaban los mineros para extraer el mineral.

- Espacio Regional: Se muestran ejemplos de proyectos de desarrollo sustentable, que deja a la reflexión del visitante el futuro de nuestro entorno natural y social.